# 1814 dans les chemins de fer
chronologie des chemins de fer
1813 dans les chemins de fer - 1814 - 1815 dans les chemins de fer

## Évènements
- Royaume-Uni : George Stephenson construit son premier prototype de locomotive à vapeur[1].
- Puffing Billy (littéralement «Petit William qui souffle») devient la première locomotive à adhérence utilisée en service commercial, à l'écartement de 1 524 mm. Elle a été mise au point par William Hedley pour Christopher Blackett, propriétaire des houillères de Wylam près de Newcastle upon Tyne en Angleterre.
- France : Pierre Michel Moisson-Desroches adresse à Napoléon Ier le mémoire intitulé « Sur la possibilité d'abréger les distances en sillonnant l'empire de sept grandes voies ferrées ».

## Naissances
- x